# Хафъз паша
Хафиз или Хафъз паша (на албански: Hafuz Pasha; роден 1826 – 1904) е албански османски военен и башибозушки служител и валия на Скопския санджак. През 70-те години на XIX век той е с чин бригаден генерал. Под негово командване османски войски и башибазуци потушават Априлското въстание през 1876 г. и Кумановското въстание през 1876 г.

## Военна кариера
Ръководи дружина, потушила Априлското въстание. Под негово командване са опожарени 212 от 223 къщи в Раковица, като са убити 36 жители; Изгорени са 26 от 125 къщи в Попинци, като са убити 66 жители; 60 от 100 къщи в Баня са изгорени, като 13 жители са убити; Изгорени са 80 от 120 къщи, църква и училището в село Мечка.
На 20 май 1878 г. ръководи дружината, потушила продължилото четири месеца Кумановско въстание.